# Podmorska rijeka u Crnom moru
Podmorska rijeka u Crnom moru je struja osobito slane vode koja teče kroz Bospor i duž dna Crnog mora. Otkriće ove rijeke objavljeno je 1. kolovoza 2010. godine. Objavili su ga znanstvenici Leedskog sveučilišta. Prvo je takve vrste na svijetu.